# Peter Christoph von Wopersnow
Peter Christoph von Wopersnow, auch Wobersnow (* 1712; † 23. Juni 1760 vor Landshut) war ein preußischer Major, Bataillonskommandeur und Ritter des Orden Pour le Mérite.

## Leben

### Familie
Peter Christoph entstammte dem pommerschen Adelsgeschlecht von Wopersnow. Über eine Ehefrau oder Kinder ist nichts bekannt.

### Laufbahn
Wopersnow war in Pommern gebürtig und begann seine Laufbahn als Junker im Infanterieregiment „Grumbkow“, wo er 1740 zum Sekondeleutnant avancierte. Nachdem er an den ersten beiden Schlesischen Kriegen teilgenommen hatte, begann er den Siebenjährigen Krieg im Rang eines Kapitäns. Bereits im November 1756 hatte Wopersnow den Pour le Mérite erhalten.
1760 wurde er als Nachfolger von Oberst Wilhelm Heinrich von der Tann zum Bataillonskommandeur des Grenadierbataillons ernannt. Die Stellung hatte er jedoch nur kurze Zeit inne: Er fiel bereits am 27. Juni 1760 in der Schlacht bei Landeshut, wo er mit seinen Grenadieren „mit unbeschreiblicher Tapferkeit“ kämpfte.